# Caught in a Life
Caught in a Life er et album fra 2009 af det norske band DonkeyBoy.

## Numre
- "Stereolife"
- "Ambitions"
- "Awake"
- "Broke My Eyes"
- "Sleep in Silence"
- "Blade Running"
- "Sometimes"
- "Promise Kept"
- "We Can't Hide"
- "Caught in a Life"